# Clarkson (Kentucky)
Clarkson is een plaats (city) in de Amerikaanse staat Kentucky, en valt bestuurlijk gezien onder Grayson County.

## Demografie
Bij de volkstelling in 2000 werd het aantal inwoners vastgesteld op 794. In 2006 is het aantal inwoners door het United States Census Bureau geschat op 833, een stijging van 39 (4,9%).

## Geografie
Volgens het United States Census Bureau beslaat de plaats een oppervlakte van 1,5 km², geheel bestaande uit land. Clarkson ligt op ongeveer 179 m boven zeeniveau.

## Plaatsen in de nabije omgeving
De onderstaande figuur toont nabijgelegen plaatsen in een straal van 32 km rond Clarkson.